# Aaliyah: The Princess of R&B
Aaliyah: The Princess of R&B é uma cinebiografia televisiva norte-americana de 2014, dirigida por Bradley Walsh. O filme é baseado na vida e carreira da estrela do R&B Aaliyah, após sua ascensão à fama e morte trágica aos 22 anos, quando foi morta em um acidente de avião. O filme também é baseado na biografia Aaliyah: More than a Woman, de Christopher John Farley, e estreou no canal Lifetime em 15 de novembro de 2014.
A cinebiografia e foi recebida com críticas em seus estágios iniciais de produção, devido à desaprovação da família de Aaliyah pela escolha da Lifetime de criar o filme. Aaliyah: The Princess of R&B atraiu 3,2 milhões de espectadores em sua estreia, tornando-se o segundo filme televisivo com maior audiência de 2014, apesar das críticas esmagadoramente negativas.

## Elenco
- Alexandra Shipp como Aaliyah
- Clé Bennett como R. Kelly
- Elise Neal como Gladys Knight
- Christopher Jacot como Ryan Nichols
- Chattrisse Dolabaille como Missy Elliott
- Anthony Grant como Damon Dash
- Rachael Crawford como Diane Haughton
- A.J. Saudin como Rashad Haughton (Mais velho)
- Dewshane Williams como Derek Lee
- Elena Juatco como Membro da Imprensa
- Izaak Smith como Timbaland
- Morgan Kelly como Executivo de Gravadora
- Lyriq Bent como Barry Hankerson
- Sherton Sanderson como Amigo de Damon
- Tiffany Davidson como Keisha